# Абсолютное превосходство
«Абсолютное превосходство» (англ. Superiority) — научно-фантастический рассказ Артура Кларка, повествующий о том, как сторона космической войны, обладающая более сложным и технически совершенным оружием, потерпела поражение от менее технологически развитой стороны, положившейся на не столь изощрённое, но массовое, проверенное временем оружие. Рассказ, рассматривающий такие социальные явления, как иллюзия собственного превосходства, ловушка невозвратных затрат и непреднамеренные последствия принятых решений, одно время требовался к прочтению на курсе промышленного дизайна в Массачусетском технологическом институте.

## Сюжет
Рассказ написан в форме выступления в суде бывшего главнокомандующего космофлотом, арестованного за то, что армия под его руководством потерпела ряд поражений и капитулировала в битве за собственную солнечную систему. Он рассказывает, что в начале войны вооружение сторон было примерно одинаково технологически продвинутым, но «наша» сторона обладала численным преимуществом. После смерти прежнего руководителя военных научных разработок его преемником стал профессор Норден, убедивший руководство армии начать разработку принципиально новых типов вооружения. Первая разработка, «Сфера аннигиляции», была мощным оружием, но потребовала создания новых управляемых ракет, несущих больший груз, что в свою очередь потребовало переделку кораблей-носителей ракет. Противник воспользовался потерей времени на разработку «Сферы», переделку ракет и кораблей, нарастил производство традиционных кораблей и систем вооружения и начал своё наступление.
Следующей разработкой стало создание суперкомпьютера, управляющего боем — Анализатора боевой обстановки. Он тоже был хорош сам по себе, однако требовал большое количество обслуживающего персонала — инженеров и техников, для которых не оказалось места на военном корабле и которых пришлось разместить на вспомогательном корабле, который требовалось защищать в бою. Противник заметил вспомогательные корабли и начал на них успешную охоту, а соединения кораблей нового типа, потеряв управление от Анализатора, оказались бесполезными в бою. К этому моменту армия уже не могла вернуться к проверенным технологиям прошлого поколения, оказавшись слишком зависимой от разработок Нордена.
Последней разработкой стала технология искривления пространства, позволившая своим кораблям стать недосягаемыми для кораблей противника. Лишь оборудовав флот искривителями, армия обнаружила, что каждый сеанс искривления не проходит бесследно для использующих его кораблей, а вносит в них мелкие структурные искажения, оказавшиеся критичными для электроники, систем связи и локации. Все переоборудованные корабли оказались бесполезными в бою и армии в последнем сражении пришлось капитулировать.
Завершается выступление бывшего командующего просьбой расселить его с Норденом из одной тюремной камеры.

## Издания
Рассказ был включен в кларковскую антологию 1953 года Expedition to Earth, антологию 1981 года «7 кардинальных добродетелей научной фантастики» (где олицетворял умеренность), сборник военной научной фантастики 1987 года «Поля сражений за пределами завтрашнего дня», антологию 2001 года «Лучшая военная научная фантастика 20-го века» и сборник того же года «The Collected Stories of Arthur C. Clarke».